# Едріенн Мур
Едріенн С. Мур (англ. Adrienne C. Moore; нар. 14 серпня 1980, Нашвілл, Теннессі, США) — американська акторка, відома роллю Сінді Гейз у комедійно-драматичному серіалі «Помаранчевий — хіт сезону».

## Біографія
Едріенн Мур народилася в Нашвіллі, Теннессі, США. З п'яти років почала вивчати техніку вокалу, брала уроки гри на фортепіано та танців. Спочатку Едріенн росла в Нашвіллі, пізніше вона з батьками та сестрами-близнюками переїхала в Атланту. Мур вивчала драматургію та отримала ступінь магістра витончених мистецтв за цим напрямком у Новій школі.

## Кар'єра
Після успішної кар'єри в галузі маркетингу та реклами Едріенн вивчала драматургію. Її голос можна було почути за кадром рекламних роликів компаній Vaseline, NY Lotto, McDonalds. Також вона була учасницею Офф-Бродвейських вистав. Перші ролі на телебаченні акторка почала отримувати в 2012. Вона епізодично з'являється в серіалах «Голуба кров», «30 потрясінь». У 2013 Едріенн починає виконувати роль Сінді Гейз «Блек Сінді» в «Помаранчевий — хіт сезону», яка з третього сезону стає постійною. За участь у ньому акторка разом з колегами по знімальному майданчику тричі ставала лауреатом премії Гільдії кіноакторів США в категорії «Найкращий акторський склад у комедійному серіалі», а також отримала номінацію премії «Image Award».
У 2016 відбувся кінодебют Мур у драмі «Леннон. Репортаж». Сюжет стрічки зосереджений на зусиллях офіцерів поліції, медсестер і лікарів невідкладної допомоги врятувати життя Джона Леннона. Акторка виконала роль одного з лікарів.

## Фільмографія
| Рік       |    | Українська назва                    | Оригінальна назва                 | Роль                                           |
| --------- | -- | ----------------------------------- | --------------------------------- | ---------------------------------------------- |
| 2008      | мф |                                     | How We Got Over                   | Зіон                                           |
| 2012      | с  | Блакитна кров                       | Blue Bloods                       | медсестра (Епізод: "Collateral Damage")        |
| 2012      | с  | 30 потрясінь                        | 30 Rock                           | Шаніс (2 епізоди)                              |
| 2013—2019 | с  | Помаранчевий — хіт сезону           | Orange Is the New Black           | Сінді Гейз (82 епізоди)                        |
| 2015      | с  | Закон і порядок: Спеціальний корпус | Law & Order: Special Victims Unit | Шеріл (Епізод: "Transgender Bridge")           |
| 2016      | ф  | Леннон. Репортаж                    | The Lennon Report                 | Памела Робертс                                 |
| 2017      | с  | Незламна Кіммі Шмідт                | Unbreakable Kimmy Schmidt         | Сінді Гейз (Епізод: "Kimmy Steps on a Crack!") |
| 2018      | с  | Батьківщина                         | Homeland                          | Ронда (Епізод: "Clarity")                      |
| 2019      | ф  | Шафт                                | Shaft                             | міс Пеппер                                     |
| 2024      | ф  | Присяжний №2                        | Juror No. 2                       | Йоланда                                        |